# أشلي هاركلرود

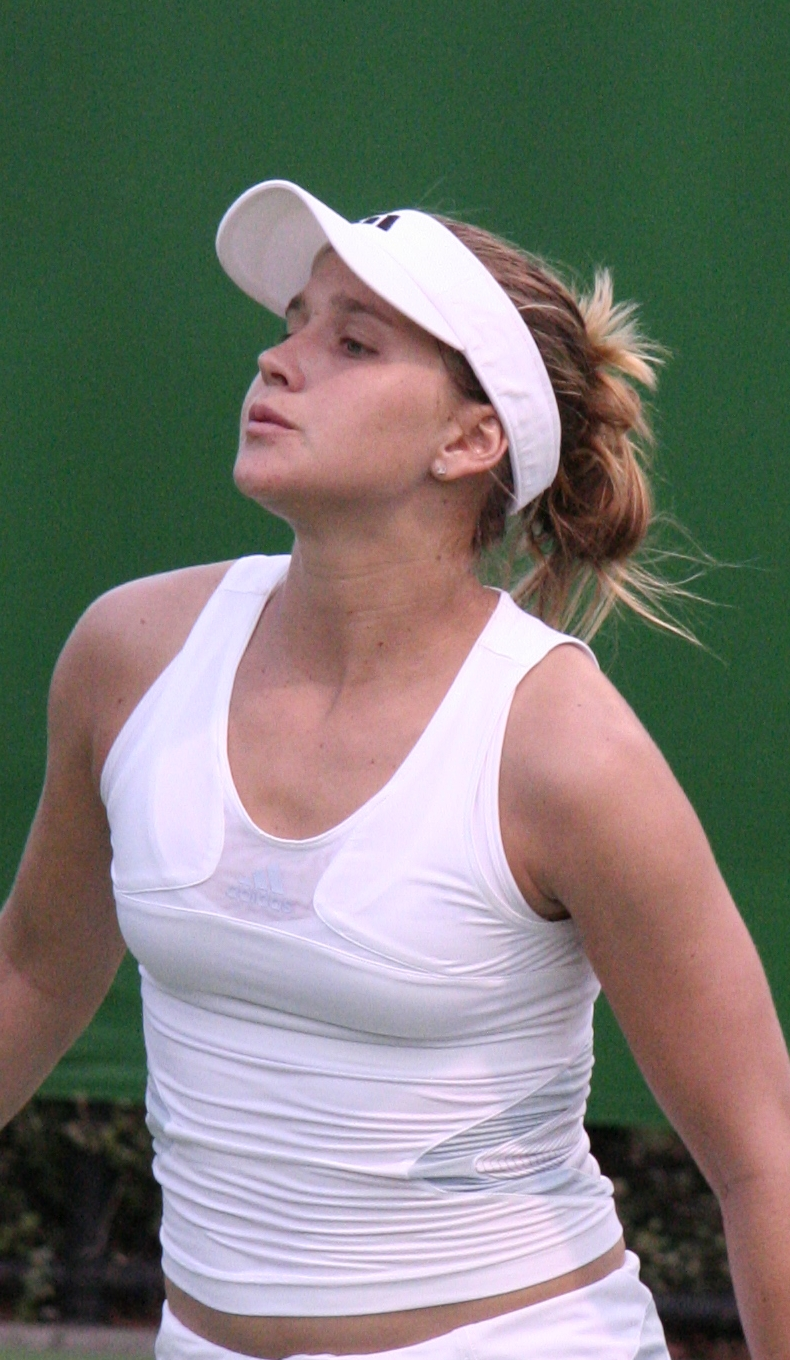
هاركلرود في 2007

أشلي هاركلرود (بالإنجليزية: Ashley Harkleroad)‏ وهي لاعبة كرة مضرب أمريكية ولدت في يوم 2 مايو 1985 في قرية روسفيل في ولاية جورجيا في الولايات المتحدة واحتلت التصنيف 39 على العالم في سنة 2003.

## روابط خارجية
- أشلي هاركلرود على موقع رابطة محترفات التنس (الإنجليزية)
- أشلي هاركلرود على موقع الاتحاد الدولي لكرة المضرب (الإنجليزية)
- أشلي هاركلرود على موقع كأس بيلي جين كينغ (الإنجليزية)
- أشلي هاركلرود على موقع خلاصة التنس.كوم (الإنجليزية)
- أشلي هاركلرود على موقع إي إس بي إن.كوم (الإنجليزية)